# Резекненский замок
Ре́зекненский замок (латыш. Rēzeknes pils), в исторической русской литературе Ре́жицкий замок, замок Розиттен, лат. Castrum Rositten) — руины средневекового замка, расположенные в центре города Резекне, Латвия.

## История
Археологические исследования показывают, что на месте замка в IX—XII веке существовали латгальские деревянные укрепления. Каменный замок был основан в 1285 году ливонским рыцарем Вильгельмом фон Шауэрбургом и являлся одним из первых каменных укреплений, возведённых крестоносцами в Ливонии.
За свою историю замок многократно был разрушен и заново восстановлен. Во время Ливонской войны с 1577 по 1579 годы был занят войсками Ивана Грозного, а в 1601 (Польско-шведская война) и 1625—1626 (Северная война) годах — шведской армией. В 1656 году был полностью разрушен, а в 1660-м восстановлен как укрепление Инфлянтского воеводства. Со временем потерял военное значение и с 1712 года находится в руинах.